# Geher-Länderkampf der Männer 1980 BR Deutschland – Frankreich
| 2. Leichtathletik-Länderkampf mit bundesdeutscher Beteiligung 1980 | 2. Leichtathletik-Länderkampf mit bundesdeutscher Beteiligung 1980 |
| ------------------------------------------------------------------ | ------------------------------------------------------------------ |
|                                                                    |                                                                    |
| Geher-Vergleich der Männer: BR Deutschland – Frankreich            |                                                                    |
| Austragungsort                                                     | Simmerath                                                          |
| Wettbewerbe                                                        | 2                                                                  |
| Datum                                                              | 17. Mai                                                            |
| 1. FRG 2. FRA                                                      | 24 Punkte 20 Punkte                                                |
| Chronik                                                            |                                                                    |
| ← FRG-MEX-SWE-ESP-HUN 00Geher (M)                                  | FRG-FRA Geher (F) →                                                |

Den zweiten Vergleich des Länderkampfjahres 1980 bestritten die Geher, die auch schon knapp einen Monat zuvor am ersten Länderkampf der Saison 1980 beteiligt waren. Am 17. Mai trafen sie im Rureifel-Ort Simmerath auf Frankreich. Die Begegnung fand als Zweiländerkampf zum vierten Mal statt, drei Mal hatte die Bundesrepublik gesiegt, nur im letzten Jahr hatte Frankreich gewonnen. Zuvor hatte es außerdem acht Länderkämpfe mit den französischen Gehern gegeben, an denen mit der Schweiz und zwei Mal auch zusätzlich mit Belgien weitere Nationen beteiligt waren. In allen diesen Wettkämpfen hatten die bundesdeutschen Vertreter vorne gelegen. Am selben Ort trugen parallel auch die weiblichen Geherinnen der beiden Nationen einen Länderkampf miteinander aus.

## Modus
Auf dem Programm standen wie üblich zwei Wettbewerbe, ein kürzerer über 20 und ein längerer, auch diesmal wieder über 35 Kilometer ausgetragen. Jede Nation konnte je Wettbewerb vier Geher stellen, von denen die drei Besten gewertet wurden. Die Punkte wurden wie folgt vergeben. 1. Platz: 7 Punkte / 2. Pl.: 5 P / 3. Pl.: 4 P / 4. Pl.: 3 P.

## Ergebnis
Die Einzelwertung über zwanzig Kilometer ging an die Bundesrepublik, auf der längeren Distanz war ein französischer Vertreter vorn. Die bundesdeutschen Geher sammelten mit ihren Platzierungen hinter dem Sieger mit den Rängen drei bis fünf auf der kürzeren Strecke mehr Punkte als ihre französischen Konkurrenten über 35 Kilometer, wo sie mit ihren nächstplatzierten Teilnehmern die Plätze drei, sechs und sieben belegten. Damit gewann die bundesdeutsche Mannschaft den Länderkampf mit 24 zu zwanzig Punkten.

## Legende
Kurze Übersicht zur Bedeutung der Symbolik – so üblicherweise auch in sonstigen Veröffentlichungen verwendet:
| DSQ | disqualifiziert |

## Resultate

### 20-km-Straßengehen
| Platz | Athlet              | Land | Zeit (h)  |
| ----- | ------------------- | ---- | --------- |
| 1     | Alfons Schwarz      | FRG  | 1:30:04,0 |
| 2     | Jean-Pierre Garnung | FRA  | 1:32:07,4 |
| 3     | Hans Michalski      | FRG  | 1:32:43,9 |
| 4     | Gerhard Weidner     | FRG  | 1:33:25,4 |
| 5     | Jürgen Meyer        | FRG  | 1:34:33,0 |
| 6     | Martin Saint        | FRA  | 1:35:02,6 |
| 7     | Alain Garchard      | FRA  | 1:36:42,0 |
| 8     | Patrick Saurel      | FRA  | 1:41:51,1 |

### 35-km-Straßengehen
| Platz | Athlet               | Land | Zeit (h) |
| ----- | -------------------- | ---- | -------- |
| 1     | Dominique Guebey     | FRA  | 2:48:22  |
| 2     | Heinrich Schubert    | FRG  | 2:48:42  |
| 3     | Gérard Lelièvre      | FRA  | 2:56:12  |
| 4     | Karl Degener         | FRG  | 2:58:04  |
| 5     | Hans Binder          | FRG  | 2:58:04  |
| 6     | Maurice Dumont       | FRA  | 3:01:04  |
| 7     | Walter Schwoche      | FRG  | 3:02:11  |
| DSQ   | Jean-Claude Decausse | FRA  |          |